# Rally del Messico 2018
Il Rally del Messico 2018, ufficialmente denominato 15º Rally Guanajuato Corona México, è stata la terza prova del campionato del mondo rally 2018 nonché la trentaduesima edizione del Rally del Messico, la quindicesima da quando è entrata a far parte del campionato WRC e la quattordicesima con valenza mondiale. La manifestazione si è svolta dall'8 all'11 marzo sugli sterrati polverosi che attraversano gli altopiani dello stato del Guanajuato, al centro del paese centroamericano.
L'evento è stato vinto dal francese Sébastien Ogier, navigato dal connazionale Julien Ingrassia, al volante di una Ford Fiesta WRC della scuderia M-Sport Ford WRT, davanti alla coppia spagnola formata da Dani Sordo e Carlos del Barrio, su Hyundai i20 Coupe WRC della squadra Hyundai Shell Mobis WRT e a quella costituita dal britannico Kris Meeke e dall'irlandese Paul Nagle, su Citroën C3 WRC del team Citroën Total Abu Dhabi WRT.

## Itinerario
La manifestazione si disputò interamente (fatta eccezione per le mini-tappe cittadine) negli altipiani polverosi dello Stato di Guanajuato, articolandosi in 22 prove speciali, distribuite in quattro giorni, per un totale di 344,49 km ed ebbe sede a León, città situata a circa 370 km a nord-ovest di Città del Messico, dove venne allestito anche il parco assistenza per tutti i concorrenti e la cerimonia finale di premiazione.
Il rally ebbe inizio giovedì 8 marzo nella cittadina di Guanajuato, circa 40 km a sud-est di León, con la suggestiva prova di 2,53 km svoltasi nel cuore del centro storico attraverso i tunnel che portavano alle miniere d'argento, e con la successiva cerimonia di apertura, tenutasi di fronte alla Alhóndiga de Granaditas, antico deposito di grano e iconico simbolo della rivoluzione messicana.
La seconda frazione (venerdì 9 marzo), la più lunga del rally con oltre 155 km di percorrenza, si corse negli altipiani a est di León e si articolava in due classiche sezioni di tre prove ciascuna, da disputarsi una al mattino e una al pomeriggio, comprendenti la Duarte - Derramadero, la classica El Chocolate, in questa edizione la più lunga del rally con i suoi 31,44 km nonché il punto più elevato dell'intero campionato con i suoi 2700 m s.l.m., e quella di Ortega, a nord di Guanajuato. Al termine del primo passaggio i concorrenti si spostarono a León per correre una mini-speciale (la Street Stage León) mentre in chiusura di giornata, dopo il secondo passaggio sugli altipiani, si disputarono le ultime due prove super speciali nell'Autódromo de León, circuito di 2,30 km allestito nella periferia della città.
Durante la terza frazione (sabato 11 marzo) si gareggiò sempre lungo gli altipiani attorno a León, nell'impegnativo giro comprendente le prove di Guanajuatito, a nord della città, 	Otates ed El Brinco, verso est. Dopo la ripetizione pomeridiana della sezione, la giornata terminò con due prove da correre nell'Autódromo de León e la Street Stage León, entrambe già corse al venerdì.
Per la giornata finale di domenica 12 marzo si disputarono le ultime tre speciali del rally: Alfaro, a nord-est di León, e Las Minas, nei pressi di Guanajuato, ripetuta due volte e valevole anche come power stage nel secondo passaggio.

## Resoconto
Sébastien Ogier centrò la sua quarantaduesima vittoria in carriera (la quarta in Messico) prendendo il comando nella mattinata di sabato e mantenendolo sino alla fine; dopo aver faticato nella frazione del venerdì per via della sua posizione di partenza e per alcuni errori, il francese riuscì ad avere la meglio su Dani Sordo (Hyundai), giunto secondo a 1 minuto e 13 secondi dal vincitore e dopo essere stato in testa alla corsa per tutta la giornata di giovedì. Sul terzo gradino del podio è salito invece Kris Meeke (Citroën), vincitore dell'edizione 2017, il quale dovette cedere la seconda piazza a Sordo a causa di un errore di guida compiuto in una delle ultime prove che gli fece perdere 45 secondi e danneggiò l'ala posteriore della sua C3 WRC, terminando a circa 15 secondi dallo spagnolo.

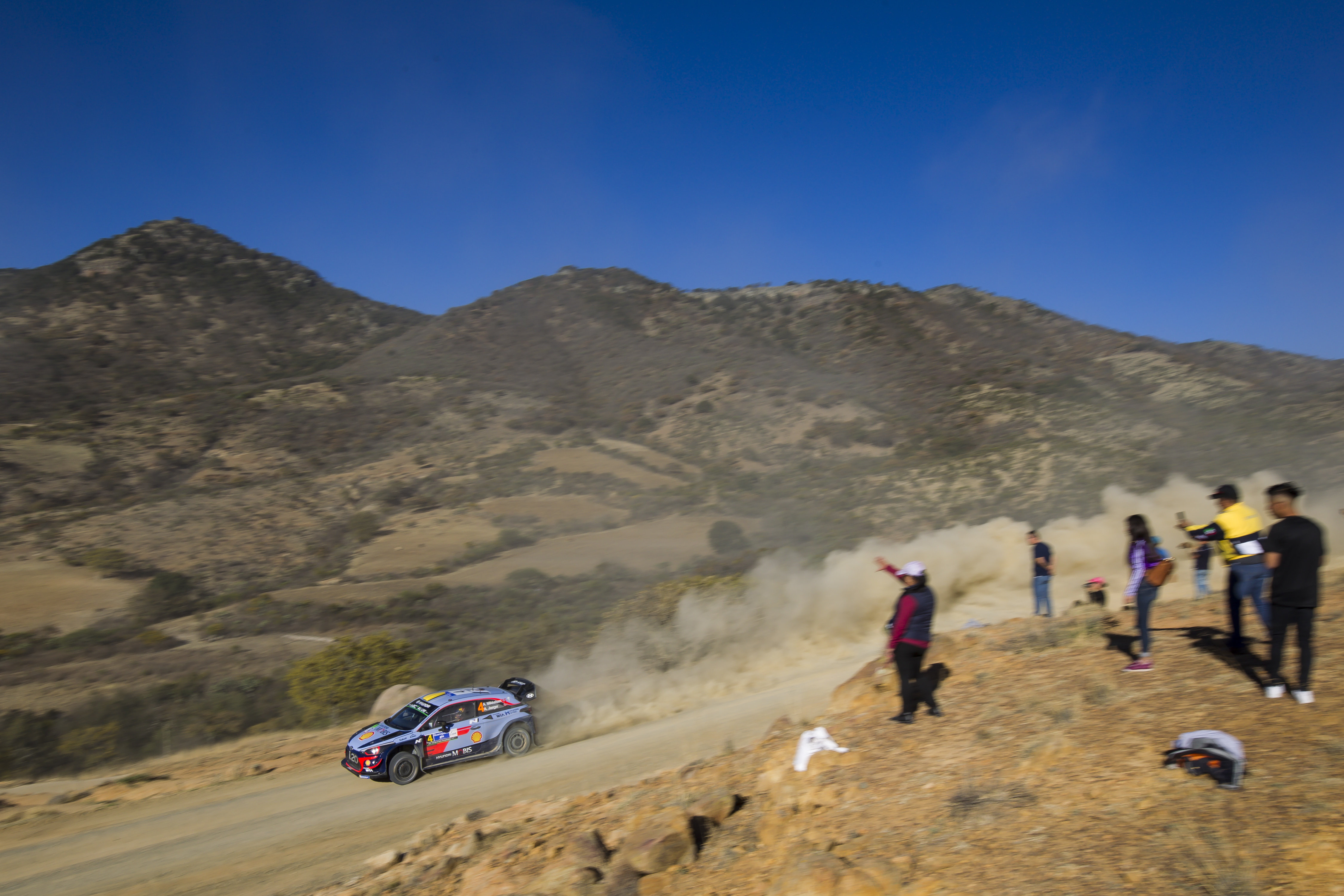
Andreas Mikkelsen, quarto classificato

Quarto, a 19 secondi dal podio, è giunto il norvegese Andreas Mikkelsen, non in perfetta sintonia con l'assetto della sua Hyundai i20 Coupe WRC durante tutto il week end. Al quinto posto si è piazzata la coppia composta da Sébastien Loeb e Daniel Elena, al rientro dopo tre anni di assenza dal mondiale alla guida di una C3 WRC ufficiale, capaci di passare al comando del rally dopo la prima prova del sabato, ma costretti poi a cedere la testa della corsa a Ogier a causa di una foratura che costò ai nove volte campioni del mondo circa due minuti e mezzo. Sesto il belga Thierry Neuville, in testa al campionato prima di questo appuntamento e per questo apripista durante la lunga frazione del venerdì, accusò inoltre problemi di pressione al carburante e al servosterzo e condusse la sua corsa esclusivamente cercando di salvaguardare il piazzamento in zona punti. A chiudere la top ten lo svedese Pontus Tidemand, giunto al settimo posto al volante di una Škoda Fabia R5 e vincitore della categoria WRC-2, ottavo il finlandese Jari-Matti Latvala, primo classificato della squadra Toyota e attardato dalla rottura dell'alternatore, davanti al britannico Gus Greensmith e al cileno Pedro Heller, rispettivamente nono e decimo, entrambi su Ford Fiesta R5.
Il vincitore Ogier era stato inoltre penalizzato di 10 secondi per non aver affrontato correttamente la chicane artificiale posta nella parte finale della power stage, la prova conclusiva Las Minas 2, passando dal secondo al settimo posto nella speciale e dovendo quindi rinunciare ai 4 punti conquistati nella stessa. La scuderia M-Sport Ford presentò appello contro tale decisione subito dopo il termine della gara ma il 18 maggio seguente la FIA lo respinse, confermando quindi la penalizzazione inflitta a Ogier.

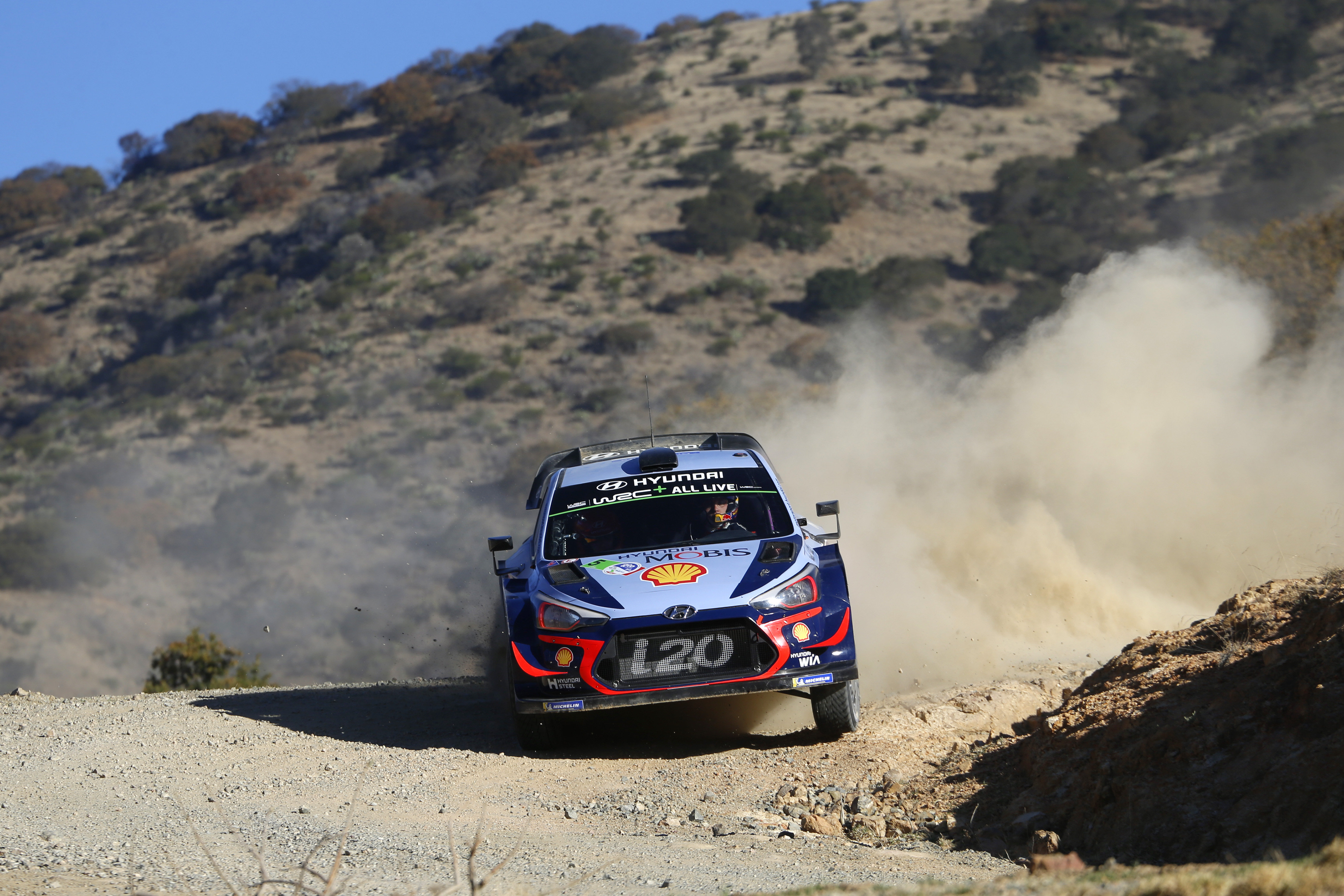
Thierry Neuville, sesto classificato

Da segnalare il ritiro di Elfyn Evans, seconda guida M-Sport, incorso in un incidente che causò l'infortunio del suo copilota Daniel Barritt e non permise quindi loro di ripartire il giorno successivo. Il suo compagno di squadra Teemu Suninen fu anch'egli costretto al ritiro momentaneo per aver urtato una barriera ma riuscì a ripartire al sabato con la regola del rally 2 e a concludere al dodicesimo posto finale. I due piloti della Toyota, Esapekka Lappi e Ott Tänak, hanno terminato rispettivamente all'undicesimo e al quattordicesimo posto, con il primo incidentatosi al venerdì e il secondo afflitto da problemi alla turbina della sua Yaris WRC nella giornata di sabato; Tänak, ripartito la domenica, è riuscito ad aggiudicarsi la power stage e i relativi 5 punti in palio.
Ogier e il suo navigatore Julien Ingrassia tornarono quindi in vetta alle classifiche piloti e copiloti con 56 punti, scavalcando Neuville e Gilsoul di quattro lunghezze; terzi Mikkelsen/Jæger a 35 punti, davanti a Meeke/Nagle e Latvala/Anttila, rispettivamente a quota 32 e 31 punti. Tra i costruttori Hyundai mantenne la testa con 84 punti mentre M-Sport Ford balzò al secondo posto con 72, tallonata da Citroën a quota 71 e da Toyota con 67.

## Risultati

### Classifica
| Pos.     | Nº       | Pilota                  | Co-pilota           | Auto                  | Squadra                     | Classe      | Tempo     | Distacco   | Punti    |
| Generale | Generale | Generale                | Generale            | Generale              | Generale                    | Generale    | Generale  | Generale   | Generale |
| -------- | -------- | ----------------------- | ------------------- | --------------------- | --------------------------- | ----------- | --------- | ---------- | -------- |
| 1.       | 1        | Sébastien Ogier         | Julien Ingrassia    | Ford Fiesta WRC       | M-Sport Ford WRT            | WRC         | 3h54'08"8 |            | 25       |
| 2.       | 6        | Dani Sordo              | Carlos del Barrio   | Hyundai i20 Coupe WRC | Hyundai Shell Mobis WRT     | WRC         | 3h55'11"6 | +1'03"6    | 18       |
| 3.       | 10       | Kris Meeke              | Paul Nagle          | Citroën C3 WRC        | Citroën Total Abu Dhabi WRT | WRC         | 3h55'27"2 | +1'19"2    | 15       |
| 4.       | 4        | Andreas Mikkelsen       | Anders Jæger        | Hyundai i20 Coupe WRC | Hyundai Shell Mobis WRT     | WRC         | 3h55'16"4 | +1'38"4    | 14       |
| 5.       | 11       | Sébastien Loeb          | Daniel Elena        | Citroën C3 WRC        | Citroën Total Abu Dhabi WRT | WRC         | 3h56'32"6 | +2'24"6    | 11       |
| 6.       | 5        | Thierry Neuville        | Nicolas Gilsoul     | Hyundai i20 Coupe WRC | Hyundai Shell Mobis WRT     | WRC         | 4h03'11"0 | +9'03"0    | 11       |
| 7.       | 31       | Pontus Tidemand         | Jonas Andersson     | Škoda Fabia R5        | Škoda Motorsport            | RC2 / WRC-2 | 4h04'32"7 | +10'24"7   | 6        |
| 8.       | 7        | Jari-Matti Latvala      | Miikka Anttila      | Toyota Yaris WRC      | Toyota Gazoo Racing WRT     | WRC         | 4h09'45"1 | +15'37"1   | 8        |
| 9.       | 38       | Gus Greensmith          | Craig Parry         | Ford Fiesta R5        | -                           | RC2 / WRC-2 | 4h11'17"3 | +17'09"3   | 2        |
| 10.      | 39       | Pedro Heller            | Pablo Olmos         | Ford Fiesta R5        | -                           | RC2 / WRC-2 | 4h18'26"1 | +24'18"1   | 1        |
| ...      | ...      | ...                     | ...                 | ...                   | ...                         | ...         | ...       | ...        |          |
| 14.      | 8        | Ott Tänak               | Martin Järveoja     | Toyota Yaris WRC      | Toyota Gazoo Racing WRT     | WRC         | 4h56'50"8 | +1h02'42"8 | 5        |
| WRC-2    |          |                         |                     |                       |                             |             |           |            |          |
| 1. (7.)  | 31       | Pontus Tidemand         | Jonas Andersson     | Škoda Fabia R5        | Škoda Motorsport            | RC2 / WRC-2 | 4h04'32"7 |            | 25       |
| 2. (9.)  | 38       | Gus Greensmith          | Craig Parry         | Ford Fiesta R5        | -                           | RC2 / WRC-2 | 4h11'17"3 | +6'44"6    | 18       |
| 3. (10.) | 39       | Pedro Heller            | Pablo Olmos         | Ford Fiesta R5        | -                           | RC2 / WRC-2 | 4h18'26"1 | +13'53"4   | 15       |
| 4. (13.) | 35       | Marco Bulacia Wilkinson | Fernando Mussano    | Ford Fiesta R5        | -                           | RC2 / WRC-2 | 4h27'18"6 | +22'45"9   | 12       |
| 5. (15.) | 33       | Kalle Rovanperä         | Jonne Halttunen     | Škoda Fabia R5        | Škoda Motorsport            | RC2 / WRC-2 | 5h07'26"8 | +1h02'54"1 | 10       |
| 6. (18.) | 32       | Jari Huttunen           | Antti Linnaketo     | Hyundai i20 R5        | Hyundai Motorsport          | RC2 / WRC-2 | 5h24'46"5 | +1h20'13"8 | 8        |
| 7. (21.) | 36       | Nil Solans              | Miquel Ibáñez Sotos | Ford Fiesta R5        | -                           | RC2 / WRC-2 | 5h52'32"8 | +1h48'00"1 | 6        |

| Principali ritiri | Principali ritiri | Principali ritiri | Principali ritiri | Principali ritiri | Principali ritiri | Principali ritiri | Principali ritiri       | Principali ritiri |
| PS                | Nº                | Pilota            | Copilota          | Auto              | Squadra           | Classe            | Causa                   | Pos.              |
| ----------------- | ----------------- | ----------------- | ----------------- | ----------------- | ----------------- | ----------------- | ----------------------- | ----------------- |
| PS 6              | 2                 | Elfyn Evans       | Daniel Barritt    | Ford Fiesta WRC   | M-Sport Ford WRT  | WRC               | Infortunio del copilota | 12º               |

Legenda
| Icona | Note                                                                                 |
| ----- | ------------------------------------------------------------------------------------ |
| WRC   | Equipaggio di classe WRC che può conquistare punti per il campionato costruttori     |
| WRC   | Equipaggio di classe WRC che non può conquistare punti per il campionato costruttori |
| WRC-2 | Equipaggio registrato al campionato WRC-2                                            |
| WRC-3 | Equipaggio registrato al campionato WRC-3                                            |
| JWRC  | Equipaggio registrato al campionato Junior WRC                                       |
|       | Ulteriori classificazioni                                                            |

### Prove speciali
| Frazione            | Prova | Ora   | Nome                      | Lunghezza | Vincitori                                                    | Tempo   | Leader del rally                 |
| ------------------- | ----- | ----- | ------------------------- | --------- | ------------------------------------------------------------ | ------- | -------------------------------- |
| Frazione 1 (8 Mar)  | PS1   | 20:08 | Monster Street Stage GTO  | 2,53 km   | Thierry Neuville Nicolas Gilsoul                             | 2'06"7  | Thierry Neuville Nicolas Gilsoul |
| Frazione 2 (10 Mar) | PS2   | 10:33 | Duarte - Derramadero 1    | 26,05 km  | Kris Meeke Paul Nagle                                        | 17'08"9 | Kris Meeke Paul Nagle            |
| Frazione 2 (10 Mar) | PS3   | 11:21 | El Chocolate 1            | 31,44 km  | Dani Sordo Carlos del Barrio                                 | 24'05"6 | Dani Sordo Carlos del Barrio     |
| Frazione 2 (10 Mar) | PS4   | 12:14 | Ortega 1                  | 17,23 km  | Dani Sordo Carlos del Barrio                                 | 9'33"2  | Dani Sordo Carlos del Barrio     |
| Frazione 2 (10 Mar) | PS5   | 14:02 | Street Stage León 1       | 1,11 km   | Teemu Suninen Mikko Markkula                                 | 1'03"7  | Dani Sordo Carlos del Barrio     |
| Frazione 2 (10 Mar) | PS6   | 16:00 | Duarte - Derramadero 2    | 26,05 km  | Kris Meeke Paul Nagle                                        | 16'56"7 | Dani Sordo Carlos del Barrio     |
| Frazione 2 (10 Mar) | PS7   | 16:48 | El Chocolate 2            | 31,44 km  | Sébastien Loeb Daniel Elena                                  | 23'54"2 | Dani Sordo Carlos del Barrio     |
| Frazione 2 (10 Mar) | PS8   | 17:41 | Ortega 1                  | 17,23 km  | Ott Tänak Martin Järveoja                                    | 9'24"8  | Dani Sordo Carlos del Barrio     |
| Frazione 2 (10 Mar) | PS9   | 20:06 | Autódromo de León 1       | 2,30 km   | Ott Tänak Martin Järveoja                                    | 1'37"8  | Dani Sordo Carlos del Barrio     |
| Frazione 2 (10 Mar) | PS10  | 20:11 | Autódromo de León 2       | 2,30 km   | Sébastien Ogier Julien Ingrassia e Ott Tänak Martin Järveoja | 1'37"3  | Dani Sordo Carlos del Barrio     |
| Frazione 3 (10 Mar) | PS11  | 08:33 | Guanajuatito 1            | 30,97 km  | Sébastien Loeb Daniel Elena                                  | 20'35"6 | Sébastien Loeb Daniel Elena      |
| Frazione 3 (10 Mar) | PS12  | 10:11 | Otates 1                  | 26,37 km  | Kris Meeke Paul Nagle                                        | 20'26"9 | Sébastien Loeb Daniel Elena      |
| Frazione 3 (10 Mar) | PS13  | 11:08 | El Brinco 1               | 9,98 km   | Sébastien Ogier Julien Ingrassia                             | 5'29"2  | Sébastien Loeb Daniel Elena      |
| Frazione 3 (10 Mar) | PS14  | 14:21 | Guanajuatito 2            | 30,97 km  | Sébastien Ogier Julien Ingrassia                             | 20'10"1 | Sébastien Ogier Julien Ingrassia |
| Frazione 3 (10 Mar) | PS15  | 16:14 | Otates 2                  | 26,37 km  | Sébastien Ogier Julien Ingrassia                             | 20'05"1 | Sébastien Ogier Julien Ingrassia |
| Frazione 3 (10 Mar) | PS16  | 16:58 | El Brinco 1               | 9,98 km   | Sébastien Ogier Julien Ingrassia                             | 5'24"6  | Sébastien Ogier Julien Ingrassia |
| Frazione 3 (10 Mar) | PS17  | 17:58 | Autódromo de León 3       | 2,30 km   | Dani Sordo Carlos del Barrio e Kris Meeke Paul Nagle         | 1'38"0  | Sébastien Ogier Julien Ingrassia |
| Frazione 3 (10 Mar) | PS18  | 18:03 | Autódromo de León 4       | 2,30 km   | Kris Meeke Paul Nagle                                        | 1'36"6  | Sébastien Ogier Julien Ingrassia |
| Frazione 3 (10 Mar) | PS19  | 20:46 | Street Stage León 2       | 1,11 km   | Andreas Mikkelsen Anders Jæger                               | 1'02"7  | Sébastien Ogier Julien Ingrassia |
| Frazione 4 (11 Mar) | PS20  | 08:18 | Alfaro                    | 24,32 km  | Jari-Matti Latvala Miikka Anttila                            | 15'23"7 | Sébastien Ogier Julien Ingrassia |
| Frazione 4 (11 Mar) | PS21  | 10:08 | Las Minas 1               | 11,07 km  | Ott Tänak Martin Järveoja                                    | 6'42"9  | Sébastien Ogier Julien Ingrassia |
| Frazione 4 (11 Mar) | PS22  | 12:18 | Las Minas 2 (power stage) | 11,07 km  | Ott Tänak Martin Järveoja                                    | 6'33"1  | Sébastien Ogier Julien Ingrassia |

### Power stage
PS22: Las Minas 2 di 11,07 km, disputatasi domenica 11 marzo 2018 alle ore 12:18 (UTC-6).
Il risultato era sub judice per via dell'appello presentato dalla scuderia M-Sport, in quanto il suo pilota Sébastien Ogier venne penalizzato di 10 secondi per non aver affrontato correttamente la chicane artificiale posta nella parte finale della prova, passando quindi dal secondo al settimo posto. Il 18 maggio seguente la FIA respinse il reclamo, confermando quindi la penalizzazione inflitta a Ogier.
| Pos. | No. | Pilota             | Co-pilota       | Auto                  | Classe | Tempo  | Distacco | Punti |
| ---- | --- | ------------------ | --------------- | --------------------- | ------ | ------ | -------- | ----- |
| 1    | 8   | Ott Tänak          | Martin Järveoja | Toyota Yaris WRC      | WRC    | 6'33"1 |          | 5     |
| 2    | 7   | Jari-Matti Latvala | Miikka Anttila  | Toyota Yaris WRC      | WRC    | 6'34"4 | +1"3     | 4     |
| 3    | 5   | Thierry Neuville   | Nicolas Gilsoul | Hyundai i20 Coupe WRC | WRC    | 6'34"5 | +1"4     | 3     |
| 4    | 4   | Andreas Mikkelsen  | Anders Jæger    | Hyundai i20 Coupe WRC | WRC    | 6'36"0 | +2"9     | 2     |
| 5    | 11  | Sébastien Loeb     | Daniel Elena    | Citroën C3 WRC        | WRC    | 6'38"9 | +5"8     | 1     |

## Classifiche mondiali
Classifica piloti
| Pos. | Pos. | Pilota             | Punti |
| ---- | ---- | ------------------ | ----- |
| 1    | 1    | Sébastien Ogier    | 56    |
| 2    | 1    | Thierry Neuville   | 52    |
| 3    | 3    | Andreas Mikkelsen  | 35    |
| 4    | 4    | Kris Meeke         | 32    |
| 5    | 2    | Jari-Matti Latvala | 31    |
| 6    | 1    | Ott Tänak          | 26    |
| 7    | 3    | Esapekka Lappi     | 23    |
| 8    | 1    | Craig Breen        | 20    |
| 9    | N    | Dani Sordo         | 18    |
| 10   | N    | Sébastien Loeb     | 11    |
| 11   | 2    | Hayden Paddon      | 10    |
| 12   | 2    | Elfyn Evans        | 8     |
| 13   | 2    | Mads Østberg       | 8     |
| 14   | N    | Pontus Tidemand    | 6     |
| 15   | 3    | Teemu Suninen      | 4     |
| 16   | 4    | Bryan Bouffier     | 4     |
| 17   | N    | Gus Greensmith     | 2     |
| 18   | 4    | Jan Kopecký        | 1     |
| 18   | N    | Pedro Heller       | 1     |

Classifica copiloti
| Pos. | Pos. | Pilota             | Punti |
| ---- | ---- | ------------------ | ----- |
| 1    | 1    | Julien Ingrassia   | 56    |
| 2    | 1    | Nicolas Gilsoul    | 52    |
| 3    | 3    | Anders Jæger       | 35    |
| 4    | 4    | Paul Nagle         | 32    |
| 5    | 2    | Miikka Anttila     | 31    |
| 6    | 1    | Martin Järveoja    | 26    |
| 7    | 3    | Janne Ferm         | 23    |
| 8    | 1    | Scott Martin       | 20    |
| 9    | N    | Carlos del Barrio  | 18    |
| 10   | N    | Daniel Elena       | 11    |
| 11   | 2    | Sebastian Marshall | 10    |
| 12   | 2    | Daniel Barritt     | 8     |
| 13   | 2    | Torstein Eriksen   | 8     |
| 14   | N    | Jonas Andersson    | 6     |
| 15   | 3    | Mikko Markkula     | 4     |
| 16   | 4    | Xavier Panseri     | 4     |
| 17   | N    | Craig Parry        | 2     |
| 18   | 4    | Pavel Dresler      | 1     |
| 18   | N    | Pablo Olmos        | 1     |

Classifica costruttori WRC
| Pos. | Pos. | Squadra                     | Punti |
| ---- | ---- | --------------------------- | ----- |
| 1    |      | Hyundai Shell Mobis WRT     | 84    |
| 2    | 2    | M-Sport Ford WRT            | 72    |
| 3    |      | Citroën Total Abu Dhabi WRT | 71    |
| 4    | 2    | Toyota Gazoo Racing WRT     | 67    |